# Mohammed Al-Khojali
Mohammed Babkr Al-Khojali (15 gennaio 1973) è un ex calciatore saudita, di ruolo portiere.

## Carriera
Ha partecipato ai Mondiali 2002.